# Prusly-sur-Ource
Prusly-sur-Ource település Franciaországban, Côte-d’Or megyében. Lakosainak száma 160 fő (2022. január 1.). Prusly-sur-Ource Mosson, Brion-sur-Ource, Châtillon-sur-Seine, Maisey-le-Duc, Massingy és Villotte-sur-Ource községekkel határos.

## Népesség
A település népességének változása:
| Lakosok száma | 148  | 198  | 203  | 178  | 175  | 165  | 159  | 155  | 153  | 160  |
|               | 1968 | 1982 | 1990 | 2006 | 2013 | 2015 | 2017 | 2019 | 2020 | 2022 |